# Stockeraui Szent Colman
Stockearui Szent Colman vagy Kálmán (Koloman, Colman, Coloman, Colomannus), (10. század – Stockerau, 1012. október 18.)  a katolikus egyház szentje, akit zarándokútján gyilkoltak meg az ausztriai Stockeraunál, mikor Jeruzsálem felé tartott.
Személyén keresztül valósult meg az első bizonyított kapcsolat Magyarország és a Brit-szigetek között.
A legenda szerint királyi származású volt és Írországból vagy Skóciából érkezett. Fest Sándor szerint hitelesebbek Aloldus de Peklarn feljegyzései, aki 1034-től Adalbert osztrák őrgróf káplánja volt, és aki a Notulae Anecdotae E Chronica Illustris Stirpis Babenbergicae in Osterrichia Dominantis című – egyébként vitatott – krónikájában azt állította, Colman zarándok 1012-ben Írországból érkezett. Királyi eredetet Aloldus nem említ.

## Halála és a csodák
Colmant, aki nem beszélte a helyiek nyelvét, elfogták mivel Ausztriában háború dúlt és őt kémnek –  csehnek vagy magyarnak - nézték. Kínvallatásnak vetették alá, és mivel külföldi lévén nem tudta megmagyarázni, ki ő, két rablóval együtt felkötötték.
A legenda szerint ezután felakasztott teste 18 hónapig épségben maradt, a madarak, vadak nem bántották,  haja, körme kinőtt, az akasztófa pedig ágakat hajtott. Mindezt csodának tekintették és Colmant vértanúként temették el, I. Henrik osztrák őrgróf jelenlétében. Sírjának csodatévő híre támadt és zarándokhellyé vált.

## Tisztelete

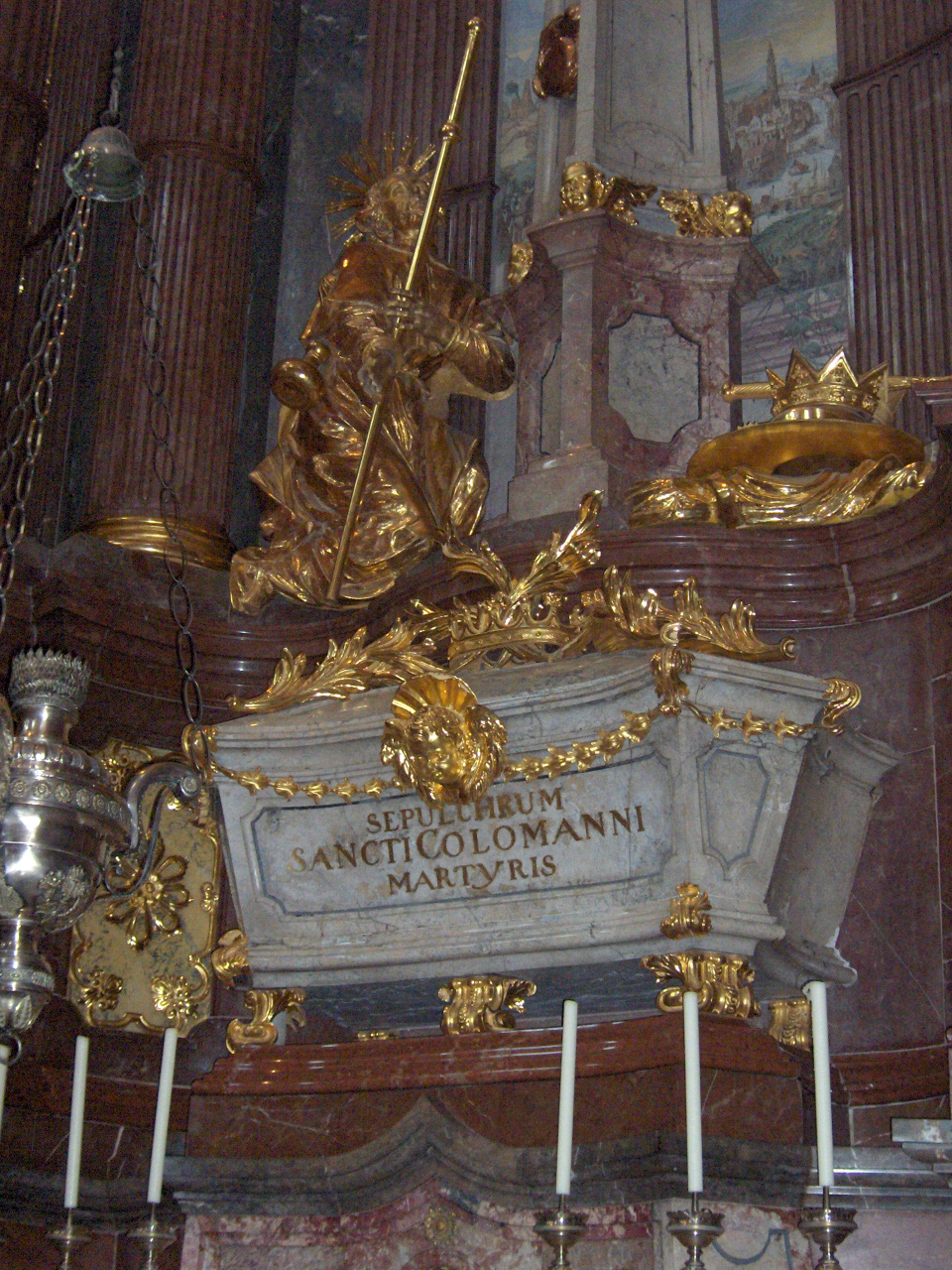
Colman szarkofágja, Melki apátság, Ausztria.

1015-ben az őrgróf kérésére Megingard püspök a melki apátságba vitette Colman ereklyéjét. Nagy kultusza alakult ki, számos templomot szenteltek neki Ausztriában, Svábföldön, a Rajnai Palotagrófságban, Bajorországban és Magyarországon. Írországban is tisztelik.
Tiszteletének tanúsága lehet a sok ismert Colomann, Cholo név a 11. és 12. században. Egyes feltevések szerint róla kaphatta nevét Könyves Kálmán királyunk is.
Ünnepe szeptember 2.
Az ábrázolásokon zarándok szerzetes kötéllel a kezébe, fémkalitkában felfüggesztve, vagy könyvvel.
Védőszentje Melknek, az akasztottaknak, a szarvasmarháknak és lovaknak. Segítségül hívták a pestis, az akasztás, a köszvény ellen.

## A magyar kapcsolat
Szent István magyar király gazdag ajándékokkal halmozta el a hozzá látogató Poppo trieri érseket, I. Henrik testvérét, hogy beszélje rá az őrgrófot: engedje az ereklyét Magyarországra vitetni. Végül Henriket a legenda szerint még meg is fenyegette és Colman teste Magyarországra került. Ott azonban nem csodák támadtak, hanem szárazság és járvány, ezért István ajándékok kíséretében visszaküldte az ereklyét Melkbe.
A legenda szinte valamennyi kézirata Péter magyar királyt említi, mint aki megpróbálta megszerezni Henriktől az ereklyét, a számottevő változatok szerint Poppo, Henrik öccse útján. Henrik azonban már 1018-ban meghalt, ezért az említett király Szent István lehetett.

## Fordítás
- Ez a szócikk részben vagy egészben  a   Coloman of Stockerau című angol Wikipédia-szócikk ezen változatának fordításán alapul.  Az eredeti cikk szerkesztőit annak laptörténete sorolja fel. Ez a jelzés csupán a megfogalmazás eredetét és a szerzői jogokat jelzi, nem szolgál a cikkben szereplő információk forrásmegjelöléseként.